# Veloroides flavescens
Veloroides flavescens là một loài bọ cánh cứng trong họ Cerambycidae.